# District de Nový Jičín
Le district de Nový Jičín (en tchèque : okres Nový Jičín) est un des six districts de la région de Moravie-Silésie, en Tchéquie. Son chef-lieu est la ville de Nový Jičín.

## Liste des communes
Le district compte 54 communes, dont 9 ont le statut de ville (město, en gras) et 2 celui de bourg (městys, en italique) :
Albrechtičky • 
Bartošovice • 
Bernartice nad Odrou • 
Bílov • 
Bílovec • 
Bítov • 
Bordovice • 
Bravantice • 
Frenštát pod Radhoštěm • 
Fulnek • 
Heřmanice u Oder • 
Heřmánky • 
Hladké Životice • 
Hodslavice • 
Hostašovice • 
Jakubčovice nad Odrou • 
Jeseník nad Odrou • 
Jistebník • Kateřinice • 
Kopřivnice • 
Kujavy • 
Kunín • 
Libhošť • 
Lichnov • 
Luboměř • 
Mankovice • 
Mořkov • 
Mošnov • 
Nový Jičín • 
Odry • 
Petřvald • 
Příbor • 
Pustějov • 
Rybí • 
Sedlnice • 
Šenov u Nového Jičína • 
Skotnice • 
Slatina • 
Spálov • 
Starý Jičín • 
Štramberk • 
Studénka • 
Suchdol nad Odrou • 
Tichá • 
Tísek • 
Trnávka • 
Trojanovice • 
Velké Albrechtice • 
Veřovice • 
Vražné • 
Vrchy • 
Závišice • 
Ženklava • 
Životice u Nového Jičína

## Principales villes
Population des principales villes du district au 1er janvier 2024 et évolution depuis le 1er janvier 2023 :
| Nový Jičín             | 22 993 | en stagnation   |
| Kopřivnice             | 21 604 | en diminution   |
| Frenštát pod Radhoštěm | 10 376 | en diminution   |
| Studénka               | 9 309  | en diminution   |
| Příbor                 | 8 402  | en augmentation |
| Bílovec                | 7 401  | en diminution   |
| Odry                   | 7 343  | en diminution   |
| Fulnek                 | 5 516  | en diminution   |
| Štramberk              | 3 549  | en augmentation |
| Starý Jičín            | 2 994  | en augmentation |